# Paul Doughty
Paul Edward Doughty (* 23. März 1965 in Argentia, Kanada) ist ein kanadisch-australischer Herpetologe.

## Leben
Doughty ist der Sohn von James und Barbara Doughty. Nach dem Besuch verschiedener Grund-, Mittel- und Oberschulen begann 1983 seine akademische Laufbahn am North Seattle Community College. Im Anschluss daran wechselte er an die University of Washington in Seattle, um Zoologie zu studieren. Dort erwarb er 1988 den Bachelor of Science mit Auszeichnung. Sein Masterstudium absolvierte er an der University of Tennessee, wo er sich auf das Verhalten des Gemeinen Seitenfleckleguans in Kalifornien konzentrierte. Im Jahr 1991 legte er seine Abschlussarbeit mit dem Titel The causes and consequences of natal dispersal in the side-blotched lizard (Uta stansburiana, Phrynosomatidae) vor. 1992 zog er nach Sydney. 1996 wurde er unter der Leitung von Richard Shine mit der Dissertation Life-history evolution in Australian lizards: allometric, energetic and comparative perspectives zum Ph.D. an der Universität Sydney promoviert. Als Postdoktorand arbeitete er Ende der 1990er Jahre an der University of Western Australia in Perth mit Dale Roberts an der Ökologie von Kaulquappen. Weitere Arbeiten befassten sich mit einer Vielzahl von Themen wie Eidechsen, Fischen, Taufliegen sowie der Wissenschaftsphilosophie. Von 2000 bis 2001 war er Postdoc-Stipendiat beim Australian Research Council. Seit 2003 ist er wissenschaftlicher Mitarbeiter und Kurator in der Abteilung für terrestrische Zoologie am Western Australian Museum. 
Zu Doughtys Forschungsprojekten zählen die Systematik der Frösche und Geckos, die Taxonomie verschiedener anderer Gruppen (Agamen, Skinke, Schlangen), die Erkundung entlegener Regionen nach neuen Arten und Verbreitungsnachweisen, die evolutionären und ökologischen Prozesse in Bezug auf Arten, die in Western Australia heimisch sind, taxonomische Studien von Reptilien und Amphibien anhand der Sammlungen sowie die Entwicklung von Sammlungen durch gezielte Feldarbeit und Zusammenarbeit mit dem Department of Biodiversity, Conservation and Attractions (DBCA) und Universitätsforschern.
Doughty repräsentiert das Western Australian Museum auf Tagungen und in Ausschüssen, die sich mit Fröschen und Reptilien befassen.
Doughty ist Koordinator beim Alcoa Frog Watch Program, fungiert als Berater für Behörden, hält regelmäßig Vorträge und berichtet in den Medien über die Arbeit der herpetologischen Abteilung des Western Australian Museum.
Doughty war 2008 an der Schrift Papers in honour of Carolus Linnaeus (1707–1788) beteiligt.

## Erstbeschreibungen von Paul Edward Doughty
Amphibien
- Litoria axillaris Doughty, 2011
- Uperoleia micra Doughty & Roberts, 2008
- Arenophryne xiphorhyncha Doughty & Edwards, 2008
- Litoria staccato Doughty & Anstis, 2007
- Crinia fimbriata Doughty, Anstis & Price, 2009
- Uperoleia saxatilis Catullo, Doughty, Roberts & Keogh, 2011
- Uperoleia stridera Catullo, Doughty & Keogh, 2014
- Ranoidea occidentalis (Anstis, Price, Roberts, Catalano, Hines, Doughty & Donnellan, 2016)
- Litoria aurifera Anstis, Tyler, Roberts, Price & Doughty, 2010
- Litoria ridibunda Donnellan, Catullo, Rowley, Doughty, Price, Hines & Richards, 2023

Reptilien
- Acanthophis cryptamydros Maddock, Ellis, Doughty, Smith & Wüster, 2015
- Anilios obtusifrons Ellis & Doughty, 2017
- Anilios systenos Ellis & Doughty, 2017
- Crenadactylus occidentalis Doughty, Ellis & Oliver, 2016
- Crenadactylus pilbarensis Doughty, Ellis & Oliver, 2016
- Crenadactylus tuberculatus Doughty, Ellis & Oliver, 2016
- Ctenophorus nguyarna Doughty, Maryan, Melville & Austin, 2007
- Ctenotus pallasotus Rabosky & Doughty, 2017
- Ctenotus rhabdotus Rabosky & Doughty, 2017
- Cyrtodactylus kimberleyensis Bauer & Doughty, 2012
- Diplodactylus calcicolus Hutchinson, Doughty & Oliver, 2009
- Diplodactylus capensis Doughty, Oliver & Adams, 2008
- Diplodactylus galaxias Doughty, Pepper & Keogh, 2010
- Diplodactylus lateroides Doughty & Oliver, 2013
- Diplodactylus nebulosus Doughty & Oliver, 2013
- Diplodactylus wiru Hutchinson, Doughty & Oliver, 2009
- Diporiphora adductus Doughty, Kealley & Melville, 2012
- Diporiphora carpentariensis Melville, Date, Horner & Doughty, 2019
- Diporiphora gracilis Melville, Date, Horner & Doughty, 2019
- Diporiphora granulifera Melville, Date, Horner & Doughty, 2019
- Diporiphora pallida Melville, Date, Horner & Doughty, 2019
- Diporiphora paraconvergens Doughty, Kealley & Melville, 2012
- Diporiphora perplexa Melville, Date, Horner & Doughty, 2019
- Diporiphora vescus Doughty, Kealley & Melville, 2012
- Egernia cygnitos Doughty, Kealley & Donnellan, 2011
- Egernia eos Doughty, Kealley & Donnellan, 2011
- Egernia epsisolus Doughty, Kealley & Donnellan, 2011
- Eremiascincus musivus Mecke, Doughty & Donnellan, 2009
- Eremiascincus phantasmus Mecke, Doughty & Donnellan, 2013
- Eremiascincus rubiginosus Mecke & Doughty, 2018
- Gehyra arnhemica Oliver, Prasetya, Tedeschi, Fenker, Ellis, Doughty & Moritz, 2020
- Gehyra calcitectus Oliver, Prasetya, Tedeschi, Fenker, Ellis, Doughty & Moritz, 2020
- Gehyra capensis Kealley, Doughty, Pepper, Keogh, Hillyer & Huey, 2018
- Gehyra chimera Oliver, Prasetya, Tedeschi, Fenker, Ellis, Doughty & Moritz, 2020
- Gehyra crypta Kealley, Doughty, Pepper, Keogh, Hillyer & Huey, 2018
- Gehyra fenestrula Doughty, Bauer, Pepper & Keogh, 2018
- Gehyra finipunctata Doughty, Bauer, Pepper, Keogh & Ellis, 2018
- Gehyra gemina Oliver, Prasetya, Tedeschi, Fenker, Ellis, Doughty & Moritz, 2020
- Gehyra girloorloo Oliver, Bourke, Pratt, Doughty & Moritz, 2016
- Gehyra granulum Doughty, Palmer, Bourke, Tedeschi, Oliver & Moritz, 2018
- Gehyra incognita Kealley, Doughty, Pepper, Keogh, Hillyer & Huey, 2018
- Gehyra lapistola Oliver, Prasetya, Tedeschi, Fenker, Ellis, Doughty & Moritz, 2020
- Gehyra lauta Oliver, Prasetya, Tedeschi, Fenker, Ellis, Doughty & Moritz, 2020
- Gehyra macra Doughty, Bauer, Pepper & Keogh, 2018
- Gehyra media Doughty, Bauer, Pepper & Keogh, 2018
- Gehyra micra Doughty, Bauer, Pepper & Keogh, 2018
- Gehyra multiporosa Doughty, Palmer, Sistrom, Bauer & Donnellan, 2012
- Gehyra ocellata Kealley, Doughty, Pepper, Keogh, Hillyer & Huey, 2018
- Gehyra paranana Bourke, Doughty, Tedeschi, Oliver & Moritz, 2018
- Gehyra peninsularis Doughty, Bauer, Pepper & Keogh, 2018
- Gehyra pluraporosa Bourke, Doughty, Tedeschi, Oliver, Myers & Moritz, 2018
- Gehyra polka Doughty, Bauer, Pepper & Keogh, 2018
- Gehyra pseudopunctata Doughty, Bourke, Tedeschi, Oliver & Moritz, 2018
- Gehyra spheniscus Doughty, Palmer, Sistrom, Bauer & Donnellan, 2012
- Gehyra unguiculata Kealley, Doughty, Pepper, Keogh, Hillyer & Huey, 2018
- Heteronotia atra Pepper, Doughty, Fujita, Moritz & Keogh, 2013
- Heteronotia fasciolata Pepper, Doughty, Fujita, Moritz & Keogh, 2013
- Lucasium bungabinna Doughty & Hutchinson, 2008
- Lucasium microplax Eastwood, Doughty, Hutchinson & Pepper, 2020
- Oedura bella Oliver & Doughty, 2016
- Oedura fimbria Oliver & Doughty, 2016
- Oedura murrumanu Oliver, Laver, Melville & Doughty, 2014
- Oxyuranus temporalis Doughty, Maryan, Donnellan & Hutchinson, 2007
- Rhynchoedura angusta Pepper, Doughty, Hutchinson & Keogh, 2011
- Rhynchoedura eyrensis Pepper, Doughty, Hutchinson & Keogh, 2011
- Rhynchoedura mentalis Pepper, Doughty, Hutchinson & Keogh, 2011
- Rhynchoedura sexapora Pepper, Doughty, Hutchinson & Keogh, 2011
- Tympanocryptis diabolicus Doughty, Kealley, Shoo & Melville, 2015
- Tympanocryptis fortescuensis Doughty, Kealley, Shoo & Melville, 2015
- Tympanocryptis pseudopsephos Doughty, Kealley, Shoo & Melville, 2015
- Underwoodisaurus seorsus Doughty & Oliver, 2011
- Varanus citrinus Pavón-Vázquez, Esquerré, Fitch, Maryan, Doughty, Donnellan & Keogh, 2022
- Varanus sparnus Doughty, Kealley, Fitch & Donnellan, 2014